# Bolano (Ligurië)
Bolano is een gemeente in de Italiaanse provincie La Spezia (regio Ligurië) en telt 7490 inwoners (31-12-2004). De oppervlakte bedraagt 14,7 km², de bevolkingsdichtheid is 528 inwoners per km².

## Demografie
Bolano telt ongeveer 2946 huishoudens. Het aantal inwoners steeg in de periode 1991-2001 met 4,7% volgens cijfers uit de tienjaarlijkse volkstellingen van ISTAT.
| Jaar | Inwoneraantal |
| ---- | ------------- |
| 1991 | 7060          |
| 2001 | 7391          |

## Geografie
Bolano grenst aan de volgende gemeenten: Aulla (MS), Follo, Podenzana (MS), Santo Stefano di Magra, Tresana (MS), Vezzano Ligure.

## Geboren
- Marco Lucchinelli (1954), motorcoureur